# 9-cis-epossicarotenoide diossigenasi
La 9-cis-epossicarotenoide diossigenasi è un enzima appartenente alla classe delle ossidoreduttasi, che catalizza le seguenti reazioni:
un 9-cis-epossicarotenoide + O2 ⇄ 2-cis,4-trans-xantossina + un 12′-apo-carotenale
9-cis-violaxantina + O2 ⇄ 2-cis,4-trans-xantossina + (3S,5R,6S)-5,6-epossi-3-idrossi-5,6-diidro-12′-apo-β-caroten-12′-ale
9′-cis-neoxantina + O2 ⇄ 2-cis,4-trans-xantossina + (3S,5R,6R)-5,6-diidrossi-6,7-dideidro-5,6-diidro-12′-apo-β-caroten-12′-ale
L'enzima richiede ferro(II) e catalizza la prima reazione nella biosintesi dell'acido abscisico dai carotenoidi nei cloroplasti, in risposta allo stress acquoso. Gli altri enzimi coinvolti in questo pathway sono la xantossina deidrogenasi (numero EC 1.1.1.288,), la aldeide abscisica ossidasi (numero EC 1.2.3.14) e la (+)-acido abscisico 8′-idrossilasi (numero EC 1.14.13.93).
L'enzima agisce sulla 9-cis-violaxantina e sulla 9′-cis-neoxantina ma non sugli isomeri tutto-trans. In vitro, esso taglia la 9-cis-zeaxantina. 